# Antonio Lucas
Antonio Lucas (Madrid, 28 de diciembre de 1975) es un poeta y periodista español.

## Trayectoria
Licenciado en Ciencias de la Información. Desde 1996 trabaja en el diario El Mundo de Madrid, donde ha sido director del suplemento cultural La Esfera de Papel y  en la actualidad es reportero y columnista de Opinión.
Colaborador semanal en El Faro de la Ser. En septiembre de 2021, debutó como novelista con la obra Buena mar.
Es hijo del artista plástico José Lucas.

## Obra

### Poesía
- Los desnudos (Premio de Poesía Generación del 27 2019).[5]
- Hacia la luz del fondo (Ciclo Poética y poesía). Fundación Juan March, 2017.
- Fuera de sitio. Poesía 1995-2015. Visor, 2016
- Vidas de santos. Círculo de tiza, 2015.
- Los desengaños (Premio Loewe 2014). Visor, 2014. ISBN 9788498958638.
- Los mundos contrarios (XXX Premio Internacional de Poesía Ciudad de Melilla). Visor, 2009. ISBN 9788498957242.
- Las máscaras. DVD Ediciones, 2004
- Lucernario (Premio El Ojo Crítico 2000). DVD Ediciones, 1999. ISBN 9788495007179.
- Antes del mundo (Accésit del Premio Adonáis de Poesía 1995). Rialp, 1996. ISBN 9788432131141.

### Novela
- Buena mar. Alfaguara, septiembre 2021.

### Antologías
- Yo es otro. Autorretratos de la nueva poesía. Edición de Josep M. Rodríguez. Barcelona, DVD, 2001. ISBN 9788495007509.
- Veinticinco poetas españoles jóvenes. Coordinadores Ariadna G. García, Guillermo López Gallego y Álvaro Tato. Madrid, Hiperión, 2003. ISBN 9788475177786.
- La lógica de Orfeo. Edición de Luis Antonio de Villena. Madrid, Visor, 2003. ISBN 9788475229263.
- La inteligencia y el hacha. (Un panorama de la Generación poética de 2000). Edición de Luis Antonio de Villena. Visor, Madrid. ISBN 9788498957471.
- Quien lo probó lo sabe: 36 poetas para el tercer milenio. Edición de Luis Bagué Quílez. Institución Fernando el Católico. Zaragoza, 2012. ISBN 9788499111919.

### Ensayo
- José María Sicilia. Fukushima-Flores de Invierno. Edita: Acción Cultural Española (AC/E), 2013. ISBN 9788415832706.
- Soledad Lorenzo. Una vida con el arte. Exit Ediciones, 2013. ISBN 9788494058523.
- Virxilio Vieitez. (Colaboración: La revelación de lo inmóvil). Fundación Telefónica, 2010. ISBN 97884152822011.
- Manolo Valdés. Esculturas en Nueva York. TF Editores, 2010. ISBN 9788492441501.

## Reconocimientos
Como poeta ha sido ganador del Premio Ojo Crítico (2000), del Premio Internacional Ciudad de Melilla (2008), del Premio Loewe (2013) y del Premio de Poesía Generación del 27 (2019).